# Rimpar
Rimpar – gmina targowa w Niemczech, w kraju związkowym Bawaria, w rejencji Dolna Frankonia, w regionie Würzburg, w powiecie Würzburg. Leży około 8 km na północ od Würzburga, nad rzeką Pleichach.

## Dzielnice
W skład gminy wchodzą trzy dzielnice: 
- Gramschatz
- Maidbronn
- Rimpar

## Demografia
| Rok  | Liczba mieszk. |
| ---- | -------------- |
| 1970 | 6884           |
| 1987 | 7016           |
| 2000 | 7877           |